# CONCACAF Nations League 2022-2023 - Lega A

## Gruppo A

### Classifica
| Squadra  | Pt | G | V | N | P | GF | GS | DG |
| -------- | -- | - | - | - | - | -- | -- | -- |
| Messico  | 8  | 4 | 2 | 2 | 0 | 8  | 3  | +5 |
| Giamaica | 6  | 4 | 1 | 3 | 0 | 7  | 5  | +2 |
| Suriname | 1  | 4 | 0 | 1 | 3 | 2  | 9  | -7 |

### Risultati
| Arbitro: | Selvin Brown |

|                   |           |               |
| Knight 84’ (aut.) | Marcatori | 39’ Flemmings |

| Arbitro: | Keylor Herrera |

|                                     |           |               |
| Morrison 16’ Flemmings 43’ Lowe 70’ | Marcatori | 21’ Wildschut |

| Arbitro: | Iván Barton |

|                                          |           |  |
| Reyes 4’ Martín 40’ (rig.) Sánchez 90+4’ | Marcatori |  |

| Arbitro: | Bryan López |

|           |           |            |
| Bailey 4’ | Marcatori | 45+3’ Romo |

| Arbitro: | Said Martínez |

|  |           |                                  |
|  | Marcatori | 64’ Vásquez 82’ (aut.) Dankerlui |

| Arbitro: | Ismail Elfath |

|                                |           |                            |
| Pineda 17’ Lozano 45+2’ (rig.) | Marcatori | 8’ Reid 33’ (aut.) Álvarez |

## Gruppo B

### Classifica
| Squadra    | Pt | G | V | N | P | GF | GS | DG |
| ---------- | -- | - | - | - | - | -- | -- | -- |
| Panama     | 10 | 4 | 3 | 1 | 0 | 8  | 0  | +8 |
| Costa Rica | 6  | 4 | 2 | 0 | 2 | 4  | 4  | 0  |
| Martinica  | 1  | 4 | 0 | 1 | 3 | 1  | 9  | -8 |

### Risultati
| Arbitro: | Fernando Hernández |

|                       |           |  |
| Díaz 52’ Waterman 75’ | Marcatori |  |

| Arbitro: | Walter López Castellanos |

|                        |           |  |
| Campbell 28’ Calvo 88’ | Marcatori |  |

| Arbitro: | Ismael Cornejo |

|                                                              |           |  |
| Torres 6’ Vitulin 15’ (aut.) Escobar 56’ Bárcenas 85’, 90+3’ | Marcatori |  |

| Fort-de-France 12 giugno 2022, ore 18:00 UTC-4 | Martinica         | 0 – 0 referto | Panama | Stade Pierre-Aliker\| Arbitro: \| Fernando Guerrero \| |
| Arbitro:                                       | Fernando Guerrero |               |        |                                                        |

| Arbitro: | Drew Fischer |

|           |           |                            |
| Biron 18’ | Marcatori | 88’ Suárez 90+2’ Contreras |

| Arbitro: | César Ramos |

|  |           |             |
|  | Marcatori | 77’ Fajardo |

## Gruppo C

### Classifica
| Squadra  | Pt | G | V | N | P | GF | GS | DG |
| -------- | -- | - | - | - | - | -- | -- | -- |
| Canada   | 9  | 4 | 3 | 0 | 1 | 11 | 3  | +8 |
| Honduras | 6  | 4 | 2 | 0 | 2 | 5  | 7  | -2 |
| Curaçao  | 3  | 4 | 1 | 0 | 3 | 2  | 8  | -6 |

### Risultati
| Arbitro: | Daneon Parchment |

|  |           |           |
|  | Marcatori | 23’ Pinto |

| Arbitro: | Juan Gabriel Calderón |

|              |           |                             |
| Quioto 90+4’ | Marcatori | 34’ Bacuna 82’ van den Hurk |

| Arbitro: | Nima Saghafi |

|                                                  |           |  |
| Davies 27’ (rig.), 71’ Vitória 42’ Cavallini 85’ | Marcatori |  |

| Arbitro: | Mario Escobar |

|                       |           |           |
| López 13’ Arriaga 78’ | Marcatori | 86’ David |

| Arbitro: | Juan Gabriel Calderón |

|  |           |                     |
|  | Marcatori | 23’ David 43’ Larin |

| Arbitro: | Iván Barton |

|                                    |           |              |
| Larin 9’, 12’ David 50’ Osorio 80’ | Marcatori | 73’ Benguché |

## Gruppo D

### Classifica
| Squadra     | Pt | G | V | N | P | GF | GS | DG  |
| ----------- | -- | - | - | - | - | -- | -- | --- |
| Stati Uniti | 10 | 4 | 3 | 1 | 0 | 14 | 2  | +12 |
| El Salvador | 5  | 4 | 1 | 2 | 1 | 6  | 5  | +1  |
| Grenada     | 1  | 4 | 0 | 1 | 3 | 4  | 17 | -13 |

### Risultati
| Arbitro: | Enrique Santander |

|                                     |           |            |
| Bonilla 2’, 43’ Paterson 55’ (aut.) | Marcatori | 4’ McQueen |

| Arbitro: | José Torres |

|                                   |           |                          |
| Berkeley-Agyepong 29’ Charles 54’ | Marcatori | 35’ (rig.) Larín 88’ Gil |

| Arbitro: | Said Martínez |

|                                         |           |  |
| Ferreira 43’, 54’, 56’, 78’ Arriola 62’ | Marcatori |  |

| Arbitro: | César Ramos |

|           |           |              |
| Larín 35’ | Marcatori | 90+1’ Morris |

| Arbitro: | Daneon Parchment |

|               |           |                                                                      |
| Hippolyte 32’ | Marcatori | 4’, 53’ Pepi 20’ Aaronson 31’, 34’ McKennie 49’ Pulisic 72’ Zendejas |

| Arbitro: | Mario Escobar |

|          |           |  |
| Pepi 62’ | Marcatori |  |

## Fase finale
Le quattro vincitrici dei rispettivi gruppi accedono alla fase finale. Per determinare gli accoppiamenti delle semifinali è stata stilata una classifica in base ai risultati ottenuti nella fase a gruppi, la prima classificata affronta la quarta classificata e la seconda classificata affronta la terza classificata.
| Squadra     | Pt | G | V | N | P | GF | GS | DG  |
| ----------- | -- | - | - | - | - | -- | -- | --- |
| Stati Uniti | 10 | 4 | 3 | 1 | 0 | 14 | 2  | +12 |
| Panama      | 10 | 4 | 3 | 1 | 0 | 8  | 0  | +8  |
| Canada      | 9  | 4 | 3 | 0 | 1 | 11 | 3  | +9  |
| Messico     | 8  | 4 | 2 | 2 | 0 | 8  | 3  | +5  |

### Tabellone
|  | Semifinali | Semifinali  | Semifinali  |             |        | 1º/2º posto | 1º/2º posto | 1º/2º posto |  |
|  |            |             |             |             |        |             |             |             |  |
|  | A2         | Panama      | 0           |             |        |             |             |             |  |
|  | A2         | Panama      | 0           |             |        |             |             |             |  |
|  | A3         | Canada      | 2           |             |        |             |             |             |  |
|  | A3         | Canada      | 2           |             | Canada | Canada      | 0           |             |  |
|  |            |             |             |             | Canada | Canada      | 0           |             |  |
|  |            |             | Stati Uniti | Stati Uniti | 2      |             |             |             |  |
|  | A1         | Stati Uniti | Stati Uniti | Stati Uniti | 2      | 3           |             |             |  |
|  | A1         | Stati Uniti |             |             |        | 3           |             |             |  |
|  | A4         | Messico     | 0           |             |        | 3º/4º posto | 3º/4º posto | 3º/4º posto |  |
|  | A4         | Messico     | 0           |             |        |             |             |             |  |
|  |            |             |             |             |        |             |             |             |  |
|  |            |             |             |             |        | Panama      | Panama      | 0           |  |
|  |            |             |             |             |        | Panama      | Panama      | 0           |  |
|  |            |             |             |             |        | Messico     | Messico     | 1           |  |

### Semifinali
| Paradise 15 giugno 2023, ore 16:00 UTC-7               | Panama    | 0 – 2 referto        | Canada | Allegiant Stadium |
| \| \| \| \| \| \| Marcatori \| 25’ David 70’ Davies \| |           |                      |        |                   |
|                                                        |           |                      |        |                   |
|                                                        | Marcatori | 25’ David 70’ Davies |        |                   |

| Arbitro: | Iván Barton |

|                           |           |  |
| Pulisic 37’, 43’ Pepi 79’ | Marcatori |  |

### Finale 3º posto
| Arbitro: | Daneon Parchment |

|  |           |             |
|  | Marcatori | 4’ Gallardo |

### Finale
| Arbitro: | Saíd Martínez |

|  |           |                          |
|  | Marcatori | 12’ Richards 34’ Balogun |

## Statistiche

### Classifica Marcatori
4 reti
- Jonathan David

- Jesús Ferreira

- Ricardo Pepi

3 reti
- Alphonso Davies (1 rig.)

- Cyle Larin

- Christian Pulisic

2 reti
- Nelson Bonilla
- Alexander Larín (1 rig.)

- Junior Flemmings
- Édgar Bárcenas

- Weston McKennie

1 rete
- Lucas Cavallini
- Steven Vitória
- Jonathan Osorio
- Francisco Calvo
- Joel Campbell
- Anthony Contreras
- Aarón Suárez
- Leandro Bacuna
- Anthony van den Hurk
- Cristian Gil
- Leon Bailey
- Jamal Lowe
- Ravel Morrison
- Bobby Reid
- Jacob Berkeley-Agyepong

- Jamal Charles
- Myles Hippolyte
- Alexander McQueen
- Kervin Arriaga
- Jorge Benguché
- Kevin López
- José Pinto
- Romell Quioto
- Mickaël Biron
- Jesús Gallardo
- Hirving Lozano (1 rig.)
- Henry Martín (1 rig.)
- Orbelín Pineda
- Israel Reyes
- Luis Romo

- Erick Sánchez
- Johan Vásquez
- Ismael Díaz
- Fidel Escobar
- José Fajardo
- Gabriel Torres
- Cecilio Waterman
- Brenden Aaronson
- Paul Arriola
- Folarin Balogun
- Jordan Morris
- Chris Richards
- Alejandro Zendejas
- Yanic Wildschut

Autoreti
- Amal Knight (1, pro  Suriname)
- AJ Paterson (1, pro  El Salvador)

- Karl Vitulin (1, pro  Panama)
- Edson Álvarez (1, pro  Giamaica)

- Damil Dankerlui (1, pro  Messico)